# Toit du monde
Pour l’article ayant un titre homophone, voir Toi du monde.
Pour l’article homonyme, voir Le Toit du monde.

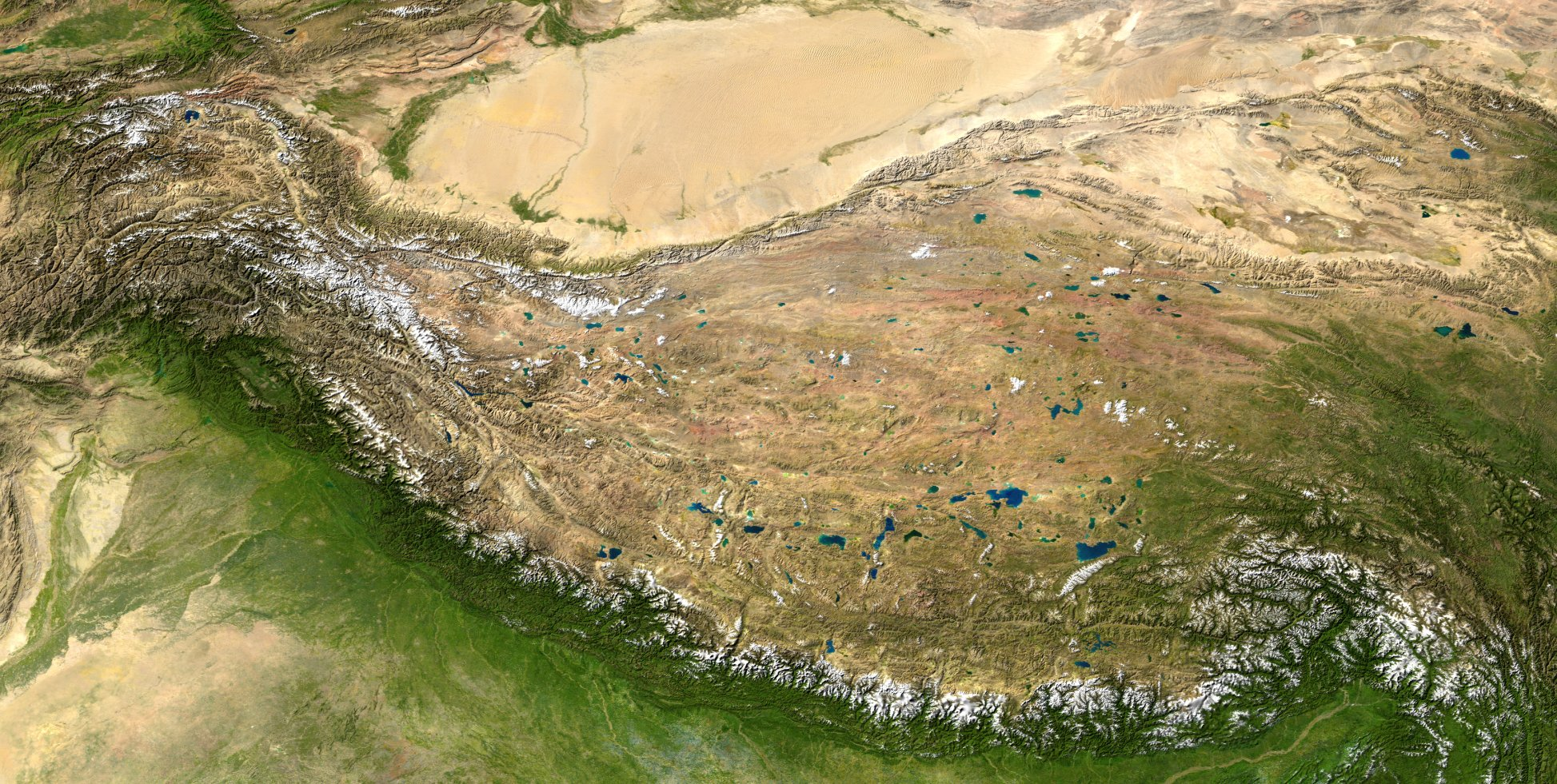
Image satellite de la chaîne de l'Himalaya. Le plateau tibétain est près du centre, et la plaine de Taklamakan est visible dans la zone claire en haut de l'image.

Toit du monde est une périphrase qui désignait à l'origine l'Everest, toute la chaîne de l'Himalaya ou du Pamir ainsi que les territoires du Bhoutan, de l'Inde du Nord, du Népal ou du Tibet et dont le sens s'est diversifié avec le temps.